# Paul Tortelier

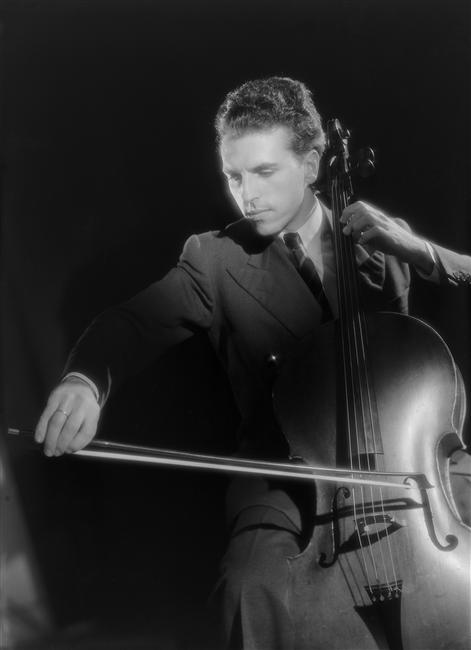
Paul Tortelier in 1948

Paul Tortelier (Parijs, 21 maart 1914 - aldaar, 18 december 1990) was een Frans cellist en componist.

## Biografie
Tortelier werd geboren in Parijs. Hij werd door zijn vader en moeder gestimuleerd cello te gaan spelen. Op twaalfjarige leeftijd werd hij student van tot het Conservatoire de Paris, waar hij vier jaar later afstudeerde als beste cellostudent. Zijn docent harmonieleer was Jean Gallon. 

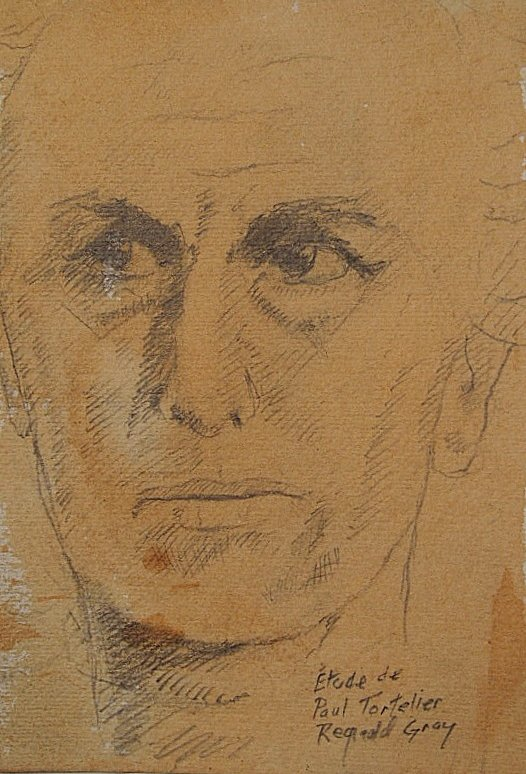
Paul Tortelier door Reginald Grey

Van 1935 tot 1937 was Tortelier solocellist van het Orchestre Philharmonique de Monte Carlo. Hier speelde hij onder andere de solopartij in Richard Strauss' Don Quichote. Dit stuk werd later veelal geassocieerd met Tortelier. Hij voerde het vaak uit en maakte er ook opnamen van. In 1939 trad hij toe tot het Boston Symphony Orchestra. In 1947 maakte hij zijn debuut in het Verenigd Koninkrijk, waar hij weer Don Quichote van Richard Strauss ten gehore bracht. In 1950 werd Tortelier door Pablo Casals geselecteerd om te spelen als eerste cellist in het Prades Festival Orchestra.
Hoewel Tortelier katholiek was, was Tortelier geïnspireerd door de ambities van de nieuw gevormde staat Israël en ging in de jaren '55-'56 in een kibboets wonen met zijn vrouw en twee kinderen.
Zijn composities omvatten een concerto voor twee cello's en orkest, een suite voor solo cello  in D en een sonate voor cello en piano. Daarnaast schreef hij de Israel Symphony (ofwel de Symphonie Israélienne) over zijn ervaringen uit de tijd dat hij in Israël woonde. In 1965 publiceerde hij het studiewerk Solmisation Contemporaine.
Tortelier gaf les aan onder anderen Jacqueline du Pré en gaf vele masterclasses. Er zijn twee opnamen van Tortelier met de zes cellosuites van J.S. Bach.
Zijn zoon, de als violist opgeleide Yan Pascal Tortelier, is een internationaal bekend dirigent en zijn dochter Maria de la Pau is pianiste. Gedrieën vormden zij een pianotrio.
- Biblioteca Nacional de España: XX862414
- Bibliothèque nationale de France: cb13900512h (data)
- CiNii: DA08510248
- Gemeinsame Normdatei: 102851646
- International Standard Name Identifier: 0000 0001 0877 0067
- Library of Congress Control Number: n81075563
- Nationale Bibliotheek van Letland: 000117020
- MusicBrainz: 0664393e-2347-47b7-b30c-bd756e598591
- Bibliotheek van het Japanse parlement: 00476266
- Nationale Bibliotheek van Tsjechië: xx0022087
- Nationale Bibliotheek van Israël: 987007277282005171
- Nederlandse Thesaurus van Auteursnamen: 073752207
- Istituto Centrale per il Catalogo Unico: TO0V450671
- SNAC: w66t272h
- Système universitaire de documentation: 028825799
- Trove: 993818
- Virtual International Authority File: 19867280
- WorldCat: E39PBJwxFKtbvdthvc3cDvttKd